# Bernhard Santesson
Bernhard Theodor Santesson, född 26 juli 1813 i Göteborg, död 24 maj 1886 i Varberg, apotekare och politiker. Santesson var apoteksinnehavare i Varberg. I riksdagen var han ledamot av första kammaren 1870-1872, invald i Hallands läns valkrets samt var ledamot av andra kammaren 1873-1875, invald i Halmstad, Varberg, Laholm, Falkenberg och Kungsbackas valkrets.